# Choumilina
Choumilina (en biélorusse : Шуміліна) ou Choumilino (en russe : Шумилино) est une commune urbaine de la voblast de Vitebsk, en Biélorussie, et le centre administratif du raïon de Choumilina. Sa population s'élevait à 7 437 habitants en 2016.

## Géographie
Choumilina est située à 40 km à l'ouest-nord-ouest de Vitebsk et à 204 km au nord-est de Minsk.

## Histoire
En 1939, la communauté juive de la ville représentent 16 % de la population totale, soit quelque 376 personnes. Après l'invasion allemande en 1941, de nombreux réfugiés juifs polonais arrivent dans la ville. En août 1941, les juifs de la ville sont enfermés ans un ghetto. Le 19 novembre 1941, un Einsatzgruppen d'Allemands et de policiers locaux assassinent 300 juifs au cours d'une exécution de masse. Après le massacre, les maisons des juifs sont pillées.